# ريومون (إزار)
ريومون هي بلدية في إزار في جنوب شرق فرنسا.